# My Baby Grand 〜ぬくもりが欲しくて〜
「My Baby Grand 〜ぬくもりが欲しくて〜」（マイ・ベイビー・グランド ぬくもりがほしくて）は、ZARDの23作目のシングル。

## 背景
表題曲は、NTTドコモ'97冬CMソングに起用され「あなたを感じていたい」以来、ドコモのCMソングのタイアップとなる。CMで流された音源とシングル盤ではミックスが異なっている。
カップリング曲の「Love is Gone」は、日本テレビ系ドラマ『失楽園 特別編』主題歌に使用された。エンディングで使用されたバージョンと製品盤では歌詞が異なっている。アルバム未収録だったが、葉山たけしによりリアレンジされてベストアルバム『ZARD Request Best 〜beautiful memory〜』にアルバム初収録となった。
楽曲、ジャケット、PV含めて坂井泉水自身が最も気に入っている楽曲の一つ。

## 音楽性

### My Baby Grand 〜ぬくもりが欲しくて〜
シングルでは「心を開いて」以来の池田大介による編曲。
タイトルの「Baby Grand」とはレコーディング時に音程チェックのため、愛用していたトイピアノのことを坂井自身がそう呼んでいた。
コーラスには坂井の他に、徳永暁人、川島だりあ、高原由妃が参加しており、ギターは鈴木英俊が担当している。

### Love is Gone
高音部にまでコーラスを使用している。初めてZARDの楽曲に綿貫正顕が起用された曲である。

## ミュージック・ビデオ
ロンドンの街並みを坂井が歩く映像で構成され、12月リリースに合わせ、雪が降るCGや街並みが挿入されている。坂井の死後、セレクションアルバム『Soffio di vento 〜Best of IZUMI SAKAI Selection〜』の特典DVDに初公開映像を使用したPVが収録された。

## ディスクジャケット
ジャケットの素材にNKベルネと呼ばれる、メタリックな光沢を持った銀色の紙を使用し、モノクロ写真を印刷。「新しいドア 〜冬のひまわり〜」「GOOD DAY」「運命のルーレット廻して」のジャケットにも使用された。なお、2020年にマキシ化された際にはこのNKベルネは使われていない。

## 収録曲
1. My Baby Grand 〜ぬくもりが欲しくて〜
作詞：坂井泉水
作曲：織田哲郎
編曲：池田大介
2. Love is Gone
作詞：坂井泉水
作曲：綿貫正顕
編曲：池田大介
3. My Baby Grand 〜ぬくもりが欲しくて〜（オリジナルカラオケ）
4. Love is Gone（オリジナルカラオケ）

## 楽曲の収録アルバム
- 永遠（#1）
- ZARD BEST 〜Request Memorial〜（#1）
- ZARD Cruising & Live 〜限定盤ライヴCD〜（#1、ライブバージョン）
- ZARD BLEND II 〜LEAF&SNOW〜（#1）
- Golden Best 〜15th Anniversary〜（#1）
- ZARD Request Best 〜beautiful memory〜（#2、リアレンジされたバージョン）
- ZARD Single Collection 〜20TH ANNIVERSARY〜（#1,2）
- ZARD Forever Best 〜25th Anniversary〜（#1）